# Víctor Gaviria
Víctor Manuel Gaviria González (Liborina, Antioquia, 19 de enero de 1955) es un director de cine, guionista, poeta y escritor colombiano. Con estudios en Psicología y doctor honoris causa en Comunicaciones de la Universidad de Antioquia, es uno de los cineastas colombianos más reconocidos internacionalmente. Sus cuatro largometrajes han ganado numerosos premios internacionales, e incluso dos de ellos fueron parte de la selección oficial del Festival de Cannes. En su obra, Gaviria es reconocido por reflejar la realidad social de su país.

## Biografía
Víctor Gaviria nació en el municipio de Liborina Antioquia en 1955 y se crio en la ciudad de Medellín; se ha desempeñado como director, guionista, poeta y escritor. Sus largometrajes han ganado numerosos premios internacionales y han sido seleccionados en algunos de los festivales más importantes del mundo como el Festival de Cannes y el Festival de Cine de San Sebastián, entre otros. Gaviria estudió psicología en la Universidad de Antioquia porque “quería palpar el alma de las palabras”; hizo poemas y publicó Con los que viajo sueño (1978). Ganó el Concurso Nacional de poesía Eduardo Cote Lamus (1978) con Alguien en la ciudad también perplejo. A los 25 años gana el Premio Nacional de Poesía de la Universidad de Antioquia con La luna y la ducha fría (1979). Buscó otros géneros para plantearse los mismos interrogantes sobre la metafísica cotidiana, y en la Crónica, el relato poético, escribe El campo al fin de cuentas no es tan verde (1983). Y en 1986 reúne parte de su poesía, ensayos y guiones en el libro antológico El pulso del cartógrafo, luego vendría El rey de los espantos (1993) y otros libros de poesía combinados con guiones y películas.
En 1979, con el cortometraje Buscando tréboles, gana el concurso de cine super 8 del Subterráneo y el Premio Búho de Colcultura. Al siguiente año vuelve a ganar el premio de cine de Colcutura con La lupa del fin del mundo. Entre 1979 hasta 1985, realizó cada año un corto, o largometraje. Así vinieron estrenos como Sueño sobre un mantel vacío (1981), El vagón rojo (1982), Los habitantes de la noche (1983), premio India Catalina de XXV Festival de Cine de Cartagena; Primavera sobre José Asunción Silva (1983), La vieja guardia (1984), Que pase el aserrador (1985), El tren de las niñas (1985), Los músicos (1986).
En 1986 con la película Rodrigo D, No futuro (1990), recibió el premio Guion de Focine y fue invitado a la Sección Oficial del Festival de Cine de Cannes; luego escribe un documental, Historias de Aranjuez; más adelante realizaría Simón el mago (1992), y  La vendedora de rosas (1996-1998), una de las películas más premiadas del cine colombiano y con la que participó de nuevo en la Sección Oficial del Festival de Cine de Cannes. Obtuvo también reconocimientos como mejor película en los festivales de cine de San Juan de Puerto Rico, Denver, Santa Cruz y Eslovaquia. Con el documental Polizones en Nueva Colonia (1991) obtuvo el Premio Simón Bolívar de Periodismo, en la categoría de televisión.
Su siguiente película Sumas y restas (2001-2004), obtuvo el premio Garza de Oro a la mejor película, y el premio a mejor actor del IX Festival de Cine Latino de Miami; en el Festival de cine de Cartagena obtuvo los premios a Mejor Director, Mejor Película y Mejor Actor de Reparto (Fabio Restrepo), y el Premio de la Academia Mexicana de Artes y Ciencias Cinematográficas (Alma) a la Mejor Película Iberoamericana; en el Festival de Cine Latinoamericano de Toulouse ganó el Grand Prix a la mejor película suramericana y el Grand Prix al mejor actor.

## Filmografía
Sus películas se destacan por tratar problemáticas sociales de su ciudad natal, basándose en construir las historias a partir de relatos de personas que han vivido de primera mano los acontecimientos y empleando a estas personas como actores de sus películas, denominados actores naturales.
En marzo de 2009 Gaviria fue homenajeado en el Festival de Cine de Guadalajara por su trayectoria.

### Principales Largometrajes
- La mujer del animal (2017)
- Sumas y restas (2004) (selección Oficial de San Sebastián) y galardonada con 11 premios internacionales.[3][4]
- La vendedora de rosas (1998) (selección Oficial de Cannes).[5][6]
- Rodrigo D: No futuro (1990) (selección Oficial de Cannes).[7][8]

| Título                                                                      | Año  | Premios |
| --------------------------------------------------------------------------- | ---- | --- |
| Buscando tréboles                                                           | 1980 | |
| Sueños sobre un mantel vacío                                                | 1980 | |
| La lupa del fin del mundo                                                   | 1981 | |
| El vagón rojo                                                               | 1981 | |
| Los habitantes de la noche                                                  | 1984 | Premio Focine |
| La vieja guardia                                                            | 1984 | |
| Que pase el aserrador                                                       | 1985 | |
| Los músicos                                                                 | 1986 | |
| ¿Quién escucha a Vieco?                                                     | 1986 | |
| Los cuentos del campo Váldes                                                | 1987 | |
| Urabá hoy: La recreación de Urabá                                           | 1988 | |
| Darío Lemos: Un retrato                                                     | 1989 | |
| Avid y Roberto los polizones de Nueva Colonia                               | 1989 | Premio Simón Bolívar |
| Urabá hoy: Vereda la balsa                                                  | 1989 | |
| Lo que dañaba a mi hermano era la edad: La historia de Víctor Manuel Zúñiga | 1989 | |
| Mamá Margarita                                                              | 1990 | |
| El obispo llega el 15                                                       | 1990 | |
| Yo me tumbo tu te tumbas                                                    | 1990 | |
| Rodrigo D. No futuro                                                        | 1990 | selección Oficial de Cannes 12° Festival Internacional del Nuevo Cine Latinoamericano Premio Glauber Rocha. La Habana, Cuba. |
| El paseo                                                                    | 1992 | |
| Los derechos del niño                                                       | 1992 | |
| Mirar al muerto, por favor                                                  | 1992 | |
| Simón el mago                                                               | 1994 | |
| Muchachos a lo bien                                                         | 1995 | |
| La mita – una vieja inolvidable                                             | 1995 | |
| La vendedora de rosas                                                       | 1998 | selección Oficial de Cannes Mejor Película Oro. Festival de Cine de Bogotá. Premio: Mejor director de largometraje X Festival Internacional de Cine de Viña del Mar, Chile. Festival de Cine Internacional de Bratislava Premio Especial del Jurado. Premio Garza de Oro al Mejor Director Festival de Cine Latino de Miami |
| Cómo poner a actuar a un pájaro                                             | 1998 | |
| Sumas y restas                                                              | 2004 | selección Oficial de San Sebastián Festival Internacional de Cartagena FICCI Premio a mejor director. Mejor Película Iberoamericana Premios ARIEL |
| El gol que costó un muerto                                                  | 2000 | |
| La marcha continua                                                          | 2013 | Premio Simón Bolívar: Mención especial crónica, reportaje, televisión y Premio Especial de Periodismo |
| La mujer del animal                                                         | 2017 | Premio a Mejor Director Festival de Cine de Málaga Mejor Director La mujer del Animal. Festival de cine de La Habana, Cuba. Colombian Film Festival Audience Award / Premio del público. Nueva York, EE. UU. |

## Crónicas y poemas
- Con los que viajo sueño (Premio Eduardo Cote Lamus, 1978)
- La luna y la ducha fría (Premio Nacional de Poesía de la Universidad de Antioquia, 1981)
- El pulso del cartógrafo (1987)
- El rey de los espantos (1992)
- El pelaíto que no duró nada (1992)
- El rey de los espantos (1993)
- El Tío Miguel (1998)

## Gestión Cultural
Además de su trabajo como realizador audiovisual se ha dedicado a generar espacios de diálogo y difusión del cine. Desde el 2017 se desempeña como el director de la Cinemateca Municipal de Medellín. Además fue el fundador y director de los festivales de Cine de Santafé de Antioquia (2000 - 2005), Festival de Cine de Medellín (2003 - 2015) y el festival de Cine de Jardín desde el 2016 hasta la actualidad.